# Thomas Playford (né en 1837)
Pour les articles homonymes, voir Playford.
Thomas Playford, né le 26 novembre 1837 à Londres et mort le 19 avril 1915 à Kent Town (en), est un homme politique australien.

## Biographie
Ses parents s'établissent avec lui comme agriculteurs en Australie-Méridionale lorsqu'il est enfant. Son père s'étant opposé à ce qu'il étudie le droit, Thomas Playford établit avec succès un verger commercial à Norton Summit. Élu membre de l'Assemblée d'Australie-Méridionale de 1868 à 1871, de 1875 à 1887, de 1887 à 1894 et de 1899 à 1901, il est ministre des Terres publiques et de l'Immigration en 1876, de 1877 à 1881 et en 1885, ministre des Travaux publics de 1884 à 1885, puis Premier ministre d'Australie-Méridionale et conjointement ministre des Finances de 1887 à 1889. À cette fonction il met en place une politique protectionniste pour l'Australie-Méridionale, encouragé par son procureur général et ami Charles Kingston. À nouveau Premier ministre et ministre des Finances de 1890 à 1892, il parvient à réduire le déficit public et produit des budgets excédentaires, et participe à la Convention australasienne nationale de 1891 qui prépare l'unification de l'Australie en une fédération. Nommé ministre des Finances en juin 1893 dans le gouvernement de Charles Kingston, il démissionne en avril 1894 pour être nommé agent-général (représentant) de l'Australie-Méridionale à Londres. Plutôt bon diplomate, il entretient de bonnes relations avec le secrétaire d'État aux Colonies, Joseph Chamberlain, mais souffre de rhumatisme durant les hivers londoniens et retourne en Australie en 1898,,.
Il redevient député à l'Assemblée d'Australie-Méridionale en 1899, s'oppose à la volonté du gouvernement Kingston de diminuer les pouvoirs du Conseil législatif (la chambre haute) et contribue à ce que son ami perde de ce fait la confiance du parlement et doive démissionner. Il renonce à exercer une troisième fois la direction du gouvernement, et se tourne vers la politique fédérale : aux premières élections fédérales en 1901, il est élu au Sénat australien. Haut de 1m88 et pesant 117 kg, il est perçu comme un géant et remarqué pour son honnêteté, ses prises de parole empreintes d'un bon sens parfois dénué de tact, ainsi que pour ses choix vestimentaires qualifiés de bohèmes, témoignant d'une « exquise indifférence pour les conventions parlementaires »,.
De septembre 1903 à avril 1904, il est vice-président du Conseil exécutif dans le gouvernement protectionniste fédéral d'Alfred Deakin, et est chargé des affaires du gouvernement au Sénat. De juillet 1905 à janvier 1907 il est le ministre de la Défense et travaille aux préparatifs de la création de la Royal Australian Navy ; il est également à nouveau responsable de l'adoption des projets de loi du gouvernement au Sénat. Battu dans sa circonscription aux élections de décembre 1906, il échoue à retrouver un siège à celles de 1910 et prend sa retraite de la vie politique,.
Père de dix enfants, il est le grand-père de Sir Thomas Playford, qui comme lui devient Premier ministre d'Australie-Méridionale.